# D.N.A.V
D.N.A.V（ディー エヌ エー ファイブ、Humanoids from the Deep）は、1996年のアメリカ映画。1980年に公開された『モンスター・パニック』のリメイクである。

## 概要
アメリカのテレビ局ショウタイムで放映するTV映画として製作された。ストーリーに大きな差異は無いが、TV作品であるためかオリジナル版に見られたスプラッター描写や、レイプなどの性表現は抑え目になっている。

## キャスト
| 役名     | 俳優                     | 日本語吹替 |
| -------- | ------------------------ | ---------- |
| スーザン | エマ・サムズ             | 佐藤しのぶ |
| ウェイド | ロバート・キャラダイン   | 山路和弘   |
| ビル     | マーク・ロルストン       | 佐古正人   |
| マット   | ジャスティン・ウォーカー | 中村大樹   |
|          | クリント・ハワード       |            |
|          | カズ・ガラス             |            |
|          | バーバラ・ニーヴン       |            |
|          | バート・レムゼン         |            |
|          | シーズン・ヒューブリー   |            |

- その他の声の吹き替え： 茂呂田かおる／廣田行生／城山堅／小川隆市／石波義人／石井隆夫／御友公喜／柳沢栄治／海老原英人／加藤沙織／浜野ゆうき／谷口和花子

## 邦題について
日本では同年にマーロン・ブランド主演の『D.N.A./ドクター・モローの島』がヒットしていた。これに便乗する形で徳間ジャパンコミュニケーションズはII、III、IVと邦題だけの「D.N.A.シリーズ」を次々とリリース。そして本作は最後の5作目に選ばれるに至った。

## ビデオ
徳間ジャパンコミュニケーションズから字幕版と吹替版がリリースされた。DVDは2013年現在、未発売である。